# Homunculus (manga)
Homunculus (ホムンクルス?, Homunkurusu) è un manga seinen di Hideo Yamamoto serializzato sulla rivista Big Comic Spirits dal 2003 al 2011.

## Trama
Susumu Nakoshi è un trentaquattrenne senzatetto legato soprattutto alla sua automobile. Manabu Ito, di 22 anni, è un giovane rampollo di una ricca famiglia laureando in medicina, il cui fine è andare a fondo nei misteri dell'essere umano. I due personaggi presto si incontrano: Ito sta cercando una cavia per praticare un esperimento di trapanazione del cranio finalizzato a studiare sensi che un normale essere umano dovrebbe avere sopiti, e scopre in Nakoshi la sua cavia perfetta. Dopo un rifiuto perentorio iniziale, spinto dal bisogno di denaro necessario a riscattare l'amato veicolo, Susumu accetta di sottoporsi alla trapanazione. Dopo l'operazione Nakoshi diventa capace di vedere gli homunculus, ossia entità che potrebbero essere le rappresentazioni fisiche dei pensieri e dei sentimenti più nascosti di una persona, chiudendo il suo occhio destro. Prende così il via per i due particolari personaggi una specie di studio sperimentale della condizione umana.
Trapanando il cranio si abbassa la pressione al suo interno, così il sangue scorre velocemente e l'intelligenza è vivace come da bambini, ma le molte informazioni colte dai sensi vengono elaborate da una mente adulta, che le assembla nell'immagine di homunculus, rappresentante i disturbi che ognuno cerca di nascondere nell'inconscio: affrontandoli, l'immagine mostruosa scompare. Il manga è il racconto di un percorso faticoso e combattuto per affrontare i demoni del protagonista (la bruttezza, l'orientamento sessuale, le bugie, le apparenze e le interiorità) e conoscere il suo vero se stesso.

## Personaggi
Susumu Nakoshi (名越 進?, Nakoshi Susumu)
Interpretato da: Gō Ayano
È un disoccupato che vive nella sua macchina e passa il tempo in un parco insieme ad altri senzatetto. Viene scelto da Manabu Ito come cavia per il suo esperimento di trapanazione del cranio, dopo il quale Susumu sarà in grado di vedere mostri che, col passare del tempo, egli assocerà ai timori ed alle paure delle persone che guarda, capendo così l'animo e la psiche della persona che gli sta di fronte.
Manabu Ito (伊藤 学?, Itō Manabu)
Interpretato da: Ryu Ito
È un ventiduenne figlio di un ricco medico, versato nello studio della psicologia e fisiologia umana. Sceglie Susumu come cavia del suo esperimento sull'effetto placebo perché lo ritiene una persona "al limite". In seguito alla manifestazione dei poteri di Susumu si accorge sempre di più della sua natura e della sua tendenza al transgender.
Yukari (ユカリ?)/1775
Una ragazza di 17 anni che lavora in un salone di burusera e uno dei primi homunculus con cui interagisce Nakoshi.

## Media

### Manga
Il manga è stato serializzato sulla rivista Big Comic Spirits dal 17 marzo 2003 fino al 21 febbraio 2011. I 166 capitoli sono stati raccolti in 15 volumi pubblicati tra il 30 luglio 2003 ed il 28 aprile 2011.
All'estero il manga è stato tradotto in Taiwan da Taiwan Tohan Co. tra il 29 luglio 2004 ed il 10 settembre 2011, in Francia da Tonkam tra il 30 settembre 2005 ed il 7 settembre 2011, in Spagna da Ponent Mon, in Germania da Egmont ed in Portogallo da Planet Manga. In Italia il manga è stato pubblicato da Planet Manga tra l'8 settembre 2005 ed il 31 maggio 2012.

#### Volumi
| Nº | Data di prima pubblicazione | Data di prima pubblicazione | Data di prima pubblicazione |
| Nº | Giapponese                  | Giapponese                  | Italiano                    |
| -- | --------------------------- | --------------------------- | --------------------------- |
| 1  | 30 luglio 2003              | ISBN 4-09-187071-6          | 8 settembre 2005            |
| 2  | 30 aprile 2004              | ISBN 4-09-187072-4          | 6 ottobre 2005              |
| 3  | 30 luglio 2004              | ISBN 4-09-187073-2          | 1º dicembre 2005            |
| 4  | 24 dicembre 2004            | ISBN 4-09-187074-0          | 7 gennaio 2006              |
| 5  | 28 febbraio 2005            | ISBN 4-09-187075-9          | 3 febbraio 2006             |
| 6  | 30 agosto 2005              | ISBN 4-09-187076-7          | 6 luglio 2006               |
| 7  | 30 novembre 2006            | ISBN 4-09-180772-0          | 20 dicembre 2007            |
| 8  | 29 giugno 2007              | ISBN 978-4-09-181068-7      | 24 gennaio 2008             |
| 9  | 29 febbraio 2008            | ISBN 978-4-09-181747-1      | 27 novembre 2008            |
| 10 | 28 agosto 2009              | ISBN 978-4-09-182129-4      | 23 maggio 2010              |
| 11 | 26 dicembre 2009            | ISBN 978-4-09-182250-5      | 21 novembre 2010            |
| 12 | 27 febbraio 2010            | ISBN 978-4-09-183018-0      | 8 maggio 2011               |
| 13 | 30 luglio 2010              | ISBN 978-4-09-183353-2      | 19 novembre 2011            |
| 14 | 25 dicembre 2010            | ISBN 978-4-09-183535-2      | 18 febbraio 2012            |
| 15 | 28 aprile 2011              | ISBN 978-4-09-183790-5      | 31 maggio 2012              |

### Live-action
Nel settembre 2020 venne annunciato che Homunculus avrebbe ricevuto un adattamento cinematografico live-action. Il film è stato diretto da Takashi Shimizu e ha come protagonista l'attore Gō Ayano. È stato presentato in anteprima in Giappone il 2 aprile 2021, mentre a livello internazionale è stato distribuito da Netflix il 22 aprile successivo.

## Accoglienza
A settembre 2020, il manga di Homunculus aveva in circolazione oltre 4 milioni di copie.